# Arzillières-Neuville
Arzillières-Neuville település Franciaországban, Marne megyében. Lakosainak száma 326 fő (2022. január 1.). Arzillières-Neuville Blaise-sous-Arzillières, Cloyes-sur-Marne, Gigny-Bussy, Moncetz-l’Abbaye, Norrois, Les Rivières-Henruel, Saint-Chéron és Saint-Remy-en-Bouzemont-Saint-Genest-et-Isson községekkel határos.

## Népesség
A település népességének változása:
| Lakosok száma | 205  | 214  | 275  | 320  | 343  | 333  | 327  | 325  | 326  | 326  |
|               | 1968 | 1982 | 1990 | 2006 | 2013 | 2015 | 2017 | 2019 | 2020 | 2022 |